# Tanjung Kubah
Tanjung Kubah (voorheen: Tandjong Koeba) is een bestuurslaag in het regentschap Batu Bara van de provincie Noord-Sumatra, Indonesië. Tanjung Kubah (voorheen: Tandjong Koeba) telt 5739 inwoners (volkstelling 2010).

## Geschiedenis
De tabaksplantage Tanjung Kubah was gelegen in de Residentie Oostkust van Sumatra, Afdeling Batu Bara, Landschap Tanjung. De plantage was vanaf de opening in 1888 tot 1898 eigendom van de heer Dr. H. Siber, directeur en eigenaar van de Pagoerawan Tabak Maatschappij. In 1898 was de maatschappij in liquidatie, onder leiding van de heer Oscar Eckels. In 1899 werd de onderneming gesloten. In 1900 werd hij door de toenmalige eigenaar L. Smith Jzn. heropend. In 1902 werd de plantage verkocht aan de Burgerlijke Maatschappij van Landbouw "Tanjung Kubah", gevestigd te Rotterdam. In 1908 wordt de plantage als zijnde eigendom van de Firma A.C. Fraser & Co. 
In 1910 is de tabaksonderneming eigendom van Bah Lias Tobacco and Rubber Estates Ltd. te Londen.  Het uitvoerende agentschap was Harrisons & Crosfield, Ltd. destijds gevestigd aan de Kesawan te Medan.
Dhr Cazius werd in 1901 aangesteld als hoofdadministrateur nadat zijn voorganger was bezweken aan malaria.
Hij verliet de onderneming na schriftelijk goedkeuring te hebben ontvangen van Harrisons & Crosfield, Ltd. Op 14 oktober 1910 werd de heer Cazius opgevolgd door de heer A.K. Berkhout die tot 1920 op Tanjung Kubah verbleef. Eind 1921 wordt de onderneming door de dochtermaatschappij van de "Deli" de Senembah Maatschappij gekocht en tot 1942 door hen geëxploiteerd.
Inmiddels is het gebied uitgegroeid tot een dorp waar nakomelingen van de Javaanse en Chinese koelies zich hebben gevestigd.